# Aparasphenodon brunoi
Az Aparasphenodon brunoi a kétéltűek (Amphibia) osztályának békák (Anura) rendjébe és a levelibéka-félék (Hylidae) családjába tartozó faj. Egy friss kutatás szerint az andoki lándzsakígyónál (Bothrops asper) 25-ször erősebb mérget termelnek, melyet a fejükön található tüskék segítségével juttatnak be támadójukba.

## Előfordulása
A faj Brazília endemikus faja, azon belül São Paulo  és Bahia államban honos. Természetes élőhelye a trópusi vagy szubtrópusi nedves síkvidéki erdők, trópusi vagy szubtrópusi nedves bozótosok, mocsarak. Élőhelyének elvesztése jelent fenyegetést számára.